# Wiborgia obcordata
Wiborgia obcordata là một loài thực vật có hoa trong họ Đậu. Loài này được (P.J.Bergius) Thunb. miêu tả khoa học đầu tiên.